# Kulturstudier
Kulturstudier (en: cultural studies) er en tradition for forskning i medie- og litteraturvidenskab, der har sin oprindelse i den såkaldte Birminghamskole i England i 1960'erne og som trækker på teorier og metoder fra både de æstetiske, historiske og sociologiske fag. Raymond Williams, Richard Hoggart og Stuart Hall er vigtige personer inden for kulturstudier. Larry Grossberg har påpeget, at for kulturstudier ”er kontekst alt og at alt er kontekstuelt”.

## Baggrund
Grundlæggelsen af kulturstudier som et akademisk felt kom da, da Richard Hoggart i 1964 var med til at grundlægge Birmingham Universitets Center for Moderne Kulturstudier også kendt som Birminghamskolen, der dermed verdens første institutionelle hjem for kulturstudier. Hoggart udpegede Stuart Hall til at være hans assistent og Hall var i praksis leder af stedet fra 1968 og overtog da også formelt stillingen som chef i 1969, da Hoggart blev gik på pension. Derefter blev kulturstudier tæt knyttet til Halls arbejde og de var også i denne periode, at centret oplevede sine "mest markante år." I 1979 forlod Hall centret for en stilling i sociologi på Open University. Herefter blev Richard Johnson centrets leder. Centret blev lukket i 2002.

## Karakteristika
I de tekstanalytisk orienterede dele af kulturstudier er det en central pointe, at fortolkninger ikke kun har til formål at producere nye indsigter og ny viden som et mål i sig selv. Derimod er det en prioritet at skabe analyser, der har relevans for større samfundsforhold som ideologier og konflikter. Denne prioritering kommer af kulturstudiers kritiske stillingtagen over for vidensproduktion, hvor man overvejer spørgsmålet, om  hvem der drager nytte af hvilken viden? John Storey argumenterer således for, at kulturstudiers centrale forskningsemner kultur og magt, hvilket også er en del af baggrunden for at denne forskningstradition længe har fokuseret på at lave repræsentationskritiske analyser af fremstillingen af minoriteter i film, litteratur og tv, som fx skildringen af homoseksuelle karakterer, af sorte karakterer eller af kvinder. På denne måde søger denne forskningstradition at problematisere dominansstrukturer i sprogbrug og film, litteratur, tv m.v. Men selvom at kulturstudier i en vis grad er inspireret af Frankfurterskolen, er Birminghamskolen mindre kritisk over for populærkulturelle tekster som fx film, hvilket står i skarpt kontrast til den mediekritik som Max Horkheimer og Theodor Adorno stod for. Her har Stuart Halls klassiske essay "Fjernsynsdiskursens indkodning og afkodning" især gjort sig gældende, der dog er blevet kritiseret for at overbetone receptionen i betydningsdannelsen.
- Inddrager ofte både humanistiske og samfundsvidenskabelige fagligheder[1]
- Ifølge Jonathan Culler er kulturstudier den praktiske udformning af det tværhumanistiske felt, som er kendt som Teori (en blanding af litteraturteori og filosofi)[9]